# Alexis Bartolomé
Alexis Bartolomé Frases (nacido el 23 de septiembre de 1998 en La Massana, Andorra) es un jugador de baloncesto andorrano que mide 1,99 metros y actualmente juega de alero en el Oviedo Club Baloncesto de la Liga LEB Oro, cedido por el Morabanc Andorra. 

## Trayectoria
Bartolomé se formó en la cantera del Morabanc Andorra, hasta que en 2017 decide abandonar el conjunto andorrano para jugar en el equipo santanderino de Cantbasket en Liga EBA durante dos temporadas.
En la temporada 2019-20 regresó al equipo andorrano para jugar con su filial, también de la Liga EBA, y alternar participaciones con el equipo de Liga Endesa, con el que disputó cinco partidos. Los números de Bartolomé en el filial de la Liga EBA, serían unos promedios 14,5 créditos de valoración en los 14 encuentros que pudo disputar en la temporada. Esa media la logró gracias a sus 14,4 puntos, 7,1 rebotes, 1,3 asistencias y 3,6 faltas recibidas en los más de 27 minutos que estuvo de media en pista.
El 15 de agosto de 2020, el jugador llega cedido por Morabanc Andorra al Oviedo Club Baloncesto de la Liga LEB Oro, durante una temporada.